# Särkijärvi (sjö i Finland, Lappland, lat 66,98, long 25,52)
Särkijärvi är en sjö i Finland. Den ligger i kommunen Rovaniemi i landskapet Lappland, i den norra delen av landet, 800 km norr om huvudstaden Helsingfors. Särkijärvi ligger 170,5 meter över havet. Arean är 18,5 hektar och strandlinjen är 2,09 kilometer lång. Sjön  ingår i Kemi älvs huvudavrinningsområde. 